# Klippo
Klippo är ett varumärke för gräsklippare som säljs främst i Norden. Det ursprungliga företaget grundades år 1954 i Malmö av Karl Dahlman.

## Bakgrund
Under Klippos första år som ett riktigt företag såldes dess gräsklippare främst i och runt Malmö, för att vidare få ett gott rykte spritt över Sverige. Dahlman utvecklade sedan med inspiration från USA Europas första rotorgräsklippare, Klippman.
1984 lanserade Klippo sitt dåvarande flaggskepp - "självgångaren". Senare under samma år säljer Karl Dahlman företaget till Thomée-Hörle. 1994 blir Klippo den första gräsklippartillverkaren med katalysator som standard och tio år senare fyller företaget 50 år och släpper då Klippo Next, en mulchermodell med 48 cm klippbredd. 2005 utses Klippo som kunglig hovleverantör.
Husqvarna äger Klippo sedan 2007.